# بهروز وجدانی
بهروز وجدانی (زادهٔ ۱۳۲۸) پژوهشگر موسیقی، مترجم و نویسنده اهل ایران است.

## زندگی هنری
بهروز وجدانی در سال ۱۳۲۸ در شهرستان بیرجند استان خراسان جنوبی متولد شد. او پس از تحصیلات ابتدایی به آمریکا سفر کرد و در سال ۱۳۵۸ مدرک کارشناسی ارشد سیستم‌های مدیریت را از دانشگاه نورتروپ، لس‌آنجلس دریافت نمود. بیشترین فعالیت وی در زمینه پژوهش و تألیف در حیطه موسیقی است. کتاب «فرهنگ تفسیری موسیقی» یکی از آثار شناخته شده وی به حساب می‌آید. همچنین کتاب «فرهنگ جامع موسیقی ایرانی» از دیگر آثار بهروز وجدانی است که در مراسم «نخستین دوره جایزه کتاب فصل» در آبان ۱۳۸۶ «جایزه کتاب فصل» را برای وی به همراه داشت.
در آبان ۱۳۸۸ در جشن ثبت ردیف موسیقی ایرانی، از بهروز وجدانی به عنوان یکی از ثبت‌کنندگان ردیف‌های موسیقی ایرانی در یونسکو تجلیل شد.همچنین در خرداد ۱۳۹۰ مراسم تقدیر از تلاشگران ثبت موسیقی بخشی‌های خراسان در فهرست میراث معنوی یونسکو، در خانه هنرمندان برگزار و از بهروز وجدانی تقدیر به عمل آمد.

## فعالیت‌های هنری و اجرایی
بهروز وجدانی عضو هیئت علمی پژوهشی سازمان میراث فرهنگی صنایع دستی و گردشگری و مدرس موسیقی سنتی و نواحی ایران در مرکز آموزش عالی میراث فرهنگی از سال ۱۳۸۳ تا سال ۱۳۸۷ بود.
او همچنین عضو کمیته ملی یونسکو و عضو هیئت مدیره کانون پژوهشگران خانه موسیقی ایران در سال‌های ۱۳۸۷ تا ۱۳۸۹ و رئیس این کانون از بهمن ۱۳۸۹ بوده‌است. وی از سال ۱۳۸۰ عضو کمیته ملی فولکلور، دانش سنتی و منابع ژنتیکی می‌باشد. او سابقه سخنرانی در چند اجلاس یونسکو را نیز دارد.
وی همچنین چندین مقاله در حوزه‌ها و موضوعات مرتبط با مردم‌شناسی و فرهنگ عامه منتشر کرده‌است. بهروز وجدانی در تهیه و تدوین پرونده‌های «موسیقی بخشی‌های خراسان»، «موسیقی اقوام ایرانی» برای ثبت در فهرست نمونه میراث فرهنگی ناملموس یونسکو و ثبت جهانی «عود» مسئولیت داشته و همچنین در ثبت ردیف موسیقی سنتی ایران در یونسکو همکاری داشته‌است.